# 清水城 (出羽国)
清水城（しみずじょう）は、山形県最上郡大蔵村清水、比良にあった日本の城（平山城）。山形県指定史跡。

## 歴史・沿革
文明10年（1476年）築城である。斯波兼頼のひ孫にあたる最上氏一門の成沢満久は、文明8年（1474年）に最上地方攻略のため、大蔵村新田（現白須賀）に館を築いてこの地に進出。その2年後、最上川を見下ろす高台に清水城を築城した。以後、清水氏を名乗り、清水城は最上地方を巡る武藤氏、小野寺氏との戦乱の最前線として、また、最上地方南部の領国経営の中心として発展した。
清水の地は、最上川中流域の中心都市であり、日本海航路から最上川をさかのぼり、山形県内陸へと物資を運ぶための重要な中継基地でもあった。そのため、武藤氏にとっても手に入れたい重要な拠点であり、何度も武藤勢の攻撃を受け、逆に、最上氏の庄内進出の足がかりともなった。
清水氏5代の清水義高が、本合海（現新庄市本合海）の戦いで武藤義増の軍勢と戦って討ち死にし、その跡を6代清水義氏が継いだ。義氏には男子がなく、娘が婿養子を迎えるはずであったが、最上義光の三男を養子として迎え入ることとなった。こうして迎え入れられた義親が、7代清水義親となる。義氏の娘・清水姫は20歳で正妻と死別していた義光の側室として嫁いだ。なお、大蔵村の由来は、清水義親が大蔵大輔であったことに由来する。しかし、清水義親は清水氏の養子となる以前に、豊臣家に近習として仕えていたことがあり、その縁で豊臣秀頼とも交わっていた。これが後年に悲劇につながる。
慶長18年（1613年）、徳川家康と豊臣秀頼との対立が決定的になると、最上家は、密書により徳川家康ら東軍諸将から清水義親と豊臣家との内通を疑われてしまう。最上義光の死後、その家督を継いだ実兄の最上家親は、疑いを晴らすために弟である清水義親の追討を決断し、翌慶長19年（1614年）に清水城を攻めて落城させる。清水義親は、13歳であった嫡子義継ともども切腹させられ、ここに清水家は滅亡、清水城は廃城となった。

## 考古資料
建物は一切残っていないが、土塁、空堀等が残されており、城全体が良好に残されている。中世の城郭構造が分かる貴重な史跡である。
舟運を活用した城であったため、現稲沢地区から城跡へ続く運搬道跡も残されている。
城跡の南方に広がる田畑は、「二日町」と呼ばれ当時の武家屋敷跡である。これら武家屋敷跡は昭和43年ごろから始まった圃場整備事業によって、跡形なく取り壊され現在に至っている。

## 観光

### アクセス
新庄方面から、国道458号本合海バイパスの大蔵橋を渡り、突き当りを右折すぐ。

## 脚註
1. ↑  「清水城主代々の墓所・清水城址記念碑」大蔵村公式HP